# Edessa

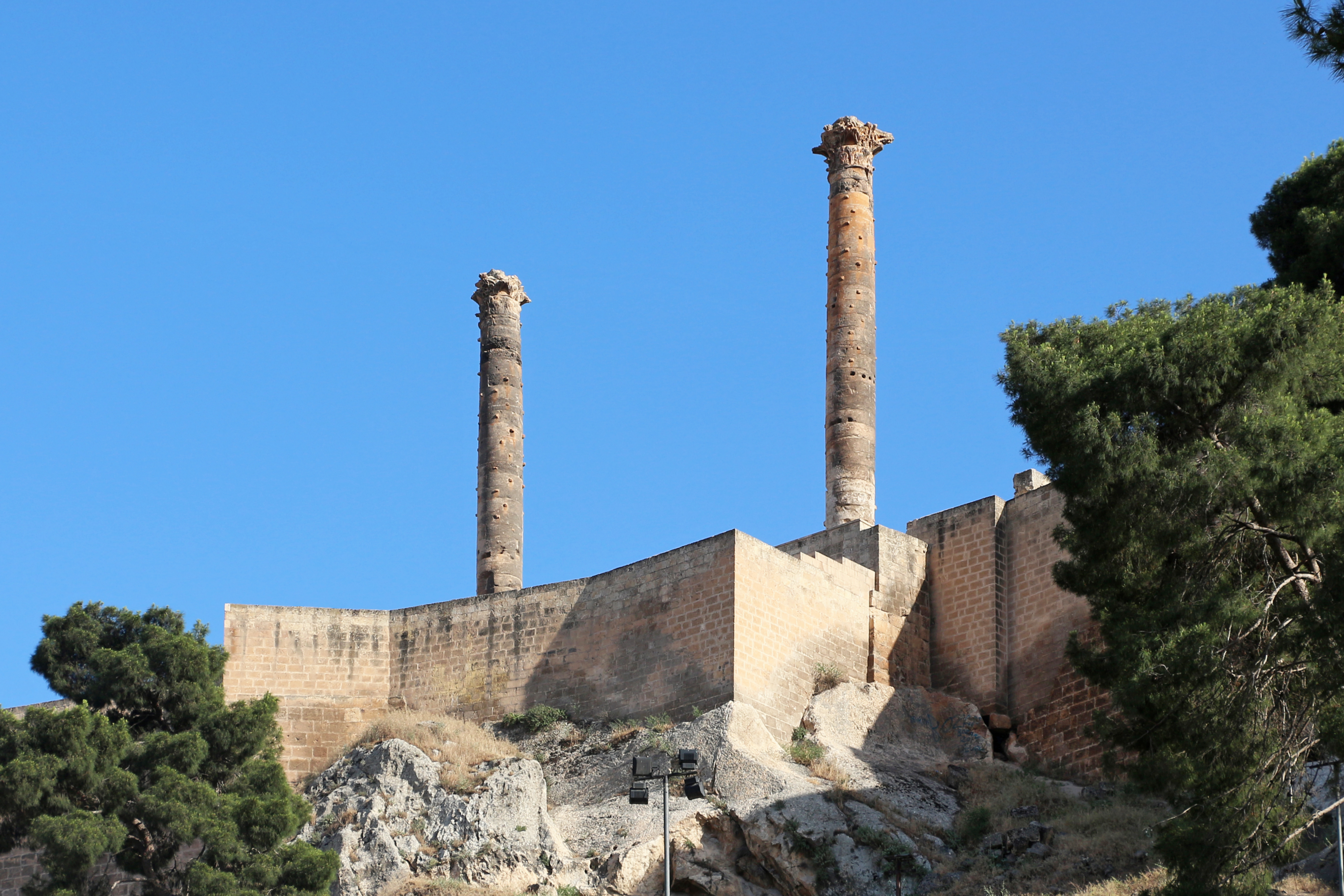
Patrimoniul Edessei romane supraviețuiește astăzi în aceste coloane de pe locul Castelului Urfa, dominând orizontul orașului modern.

Edessa (în greaca veche Ἔδεσσα, în arabă الرها, în kurdă Riha‎) a fost un oraș antic și medieval din Mesopotamia de Sus, fondat pe locul unei mai vechi așezări de către împăratul Seleucus I Nicator în aprox. 302 î.Hr. De asemenea, a fost cunoscută sub numele de Antiochia de pe Callirhoe din secolul al II-lea î.Hr. A fost capitala regatului semi-independent Osroene de la c. 132 î.Hr., până la cucerirea romană în anul 242. A devenit un important centru timpuriu al creștinismului siriac. A căzut sub ocupație musulmană în 638, și recucerit pentru scurt timp de către Bizanț în 1031, iar ulterior a devenit centrul statului cruciat al Edessei din 1098–1144. A fost reocupat de către dinastia turcească Zengid în 1144 și în cele din urmă absorbit de Imperiul Otoman în 1517. Numele modern al orașului este Urfa și este situat în provincia Șanlıurfa din sud-estul Anatoliei.